# Milena Santander León
Milena Covian Santander León (25 de marzo de 1963), más conocida como Milena Santander, es una primera actriz y cantante venezolana.

## Biografía
Milena Santander nació en Caracas, estudió en el colegio San José de Tarbes en La Florida toda su educación básica. Desde pequeña tenía vocación hacia las artes, participando en todos los actos del colegio. El bachillerato lo completó en Estados Unidos para luego regresar a Venezuela a estudiar Publicidad, en el Instituto Universitario Nuevas Profesiones.
Durante su juventud Milena modelaba, y en una oportunidad, Arquímedes Rivero le hizo una entrevista para que ingresara como extra en La dama de rosa. Al poco tiempo de esta producción entró a Mi amada Beatriz, ya con un personaje dentro de la telenovela.
Así dio inicio a sus diez años de carrera artística en RCTV: Alma mía, Rubí rebelde, Amanda Sabater, El engaño y Santa y Bárbara fueron los dramáticos que realizó en ese canal. Seguidamente llegó por todo lo alto a Venevisión para engrosar el elenco de Quirpa de tres mujeres, con el que se proyectó a nivel profesional, y de esta manera interpretó, posteriormente, exitosos personajes en El perdón de los pecados, Samantha, Amantes de luna llena, Guerra de Mujeres, Engañada, El amor las vuelve locas, Sabor a ti, Ciudad Bendita, Arroz con leche y La mujer perfecta.
Sus papeles favoritos en televisión fueron “Neneta” en Mi amada Beatriz, por ser el primero de su carrera, Amanda Sabater gracias al éxito de la villana en la trama. “Prudencia” de Ciudad Bendita, porque reía a carcajadas con sus ocurrencias, la malvada “Evangelína” de Quirpa de tres mujeres y la famosa “Finita” de Guerra de Mujeres por catapultarla en el mundo de la actuación, haciéndose reconocida y querida por el público venezolano en las calles.
También fue relevante su personaje de Presentación Valdés en la telenovela La mujer perfecta con su frase típica ¡Arrástrame!.

## Filmografía

### Telenovelas & Series
- 1987-1988 Mi amada Beatriz... Neneta
- 1988-1989 Alma mía (telenovela)... Gabriela Monasterios
- 1989 Rubí rebelde... Marilú Del Roble Chirinos
- 1989 Amanda Sabater... Graciela
- 1990 El engaño ... Gisela Gómez
- 1996 Quirpa de tres mujeres... Evangelina Salazar de Echeverría
- 1996-1997 El perdón de los pecados... Ninfa Del Valle
- 1998 Samantha... Betzaida Martínez
- 2000-2001 Amantes de luna llena... Tatiana "Tata" de Calcaño
- 2001-2002 Guerra de Mujeres...  Finita Botero
- 2003 Engañada...  Candela
- 2004  Sabor a ti (telenovela venezolana)... Chela
- 2005 El amor las vuelve locas...Pastora Cabrera
- 2006-2007 Ciudad Bendita... Prudencia Barrios
- 2007-2008 Arroz con leche... Yolanda Pinzón
- 2009 Amor urbano... Gisela de Quintero
- 2010-2011 La mujer perfecta... Presentación Valdés
- 2013 Las Bandidas... Fermina
- 2018 Corazón traicionado... Paulina Sotillo de Trejo

### Películas
- 2011 - Autolisis
- 2015 - Mía Magdalena....[3]